# Andrew Porter
Andrew Gerald Porter (*16. ledna 1996 Dublin) je ragbista hrající na pozici levého pilíře za irský klub Leinster a za irskou reprezentaci.  
Se svým současným klubem vyhrál v letech 2018 až 2021 PRO14. V sezóně 2024/25 vyhrál United Rugby Championship. V roce 2018 byl vybrán do nejlepší sestavy ligy a ve stejném roce vyhrál s klubem i Evropský pohár mistrů. 
S reprezentací vyhrál v letech 2018, 2023 a 2024 Six Nations. V roce 2021 a 2025 byl součástí Britských a Irských lvů. Premiéru za Irsko zažil v roce 2017 proti USA. Zúčastnil se MS 2019 a MS 2023. Patří mezi nejsilnější ragbisty na světě. Jako dítěti mu umřela matka na rakovinu.